# South Muskham
South Muskham är en by och en civil parish i Newark and Sherwood i Storbritannien. Den ligger i grevskapet Nottinghamshire och riksdelen England, i den sydöstra delen av landet, 180 km norr om huvudstaden London. Orten har 487 invånare (2001). Byn nämndes i Domedagsboken (Domesday Book) år1086, och kallades då Muscham.